# Roca de Conques
La Roca de Conques és una muntanya de 1.983 metres que es troba al municipi del Pont de Suert, a la comarca catalana de l'Alta Ribagorça.